# Ataxophragmiinae
Ataxophragmiinae es una subfamilia de foraminíferos bentónicos de la familia Ataxophragmiidae, de la superfamilia Ataxophragmioidea, del suborden Ataxophragmiina y del orden Loftusiida. Su rango cronoestratigráfico abarca desde el Hauteriviense (Cretácico superior) hasta la Paleoceno.

## Discusión
Clasificaciones previas incluían Ataxophragmiinae en el suborden Textulariina del orden Textulariida o en el orden Lituolida.

## Clasificación
Ataxophragmiinae incluye a los siguientes géneros:
- Arenobulimina †
- Ataxoorbignyna †
- Ataxophragmium †
- Hagenowella †
- Pityusina †
- Preachrysalidina †
- Sabulina †

Otro género asignado a Ataxophragmiinae y clasificado actualmente en otra subfamilia es: 
- Anatoliella †, ahora en la subfamilia Pernerininae

Otros géneros considerados en Ataxophragmiinae son:
- Ataxophragmoides †, aceptado como Ataxophragmium
- Buliminopsis †, considerado sinónimo posterior de Ataxophragmium
- Columnella †, considerado subgénero de Arenobulimina, es decir, Arenobulimina (Columnella), y aceptado como Voloshinoides
- Harena †, considerado subgénero de Arenobulimina, es decir, Arenobulimina (Harena), y aceptado como Arenobulimina
- Novatrix †, considerado subgénero de Arenobulimina, es decir, Arenobulimina (Novatrix), y aceptado como Hagenowella
- Pasternakia †, considerado subgénero de Arenobulimina, es decir, Arenobulimina (Pasternakia), y aceptado como Arenobulimina